# What's Going On (versión de Cyndi Lauper)
«What's Going On» es una canción interpretada por la cantante estadounidense Cyndi Lauper, incluida en su segundo álbum de estudio True Colors (1986). La compañía discográfica Epic Records la publicó el 29 de marzo de 1987 como tercer sencillo del disco.
Fue publicado como el tercer sencillo del disco el 29 de marzo de 1987 por la compañía discográfica. What's Going On es una versión del también cantante Marvin Gaye..
En la versión del álbum, la canción comienza con una serie de disparos en referencia a Vietnam, Lauper vocaliza varias de las palabras como "Mother" o "Father" con un ligero acento británico, mientras que el sencillo es una remezcla con vocalización alternativa usado en la introducción. Es la única versión que con más frecuencia aparece en las compilaciones. Tuvo un modesto éxito en todo el mundo, incluso alcanzando el puesto n.º 17 en la carta de baile EE. UU., gracias a su club remixes por Shep Pettibone.
El vídeo de la canción fue también muy popular y difundido en gran medida de MTV. Fue nominado para un premio en los MTV Video Music Awards en 1987. Una mezcla extendida de la canción es utilizada en el video musical.

## Comportamiento en listas
| Lista (1987)                                       | Mejor Posición |
| -------------------------------------------------- | -------------- |
| Australia ARIA Singles Chart                       | 12             |
| Nederlandse Top 40                                 | 13             |
| Alemania                                           | 22             |
| Nueva Zelanda RIANZ                                | 3              |
| Reino Unido                                        | 65             |
| EE. UU. Billboard Hot 100                          | 12             |
| EE. UU. Cashbox Top 100 number-one singles of 1984 | 1              |

### Temas
1. "What's Going On" (Club Version) 6:20  (Marvin Gaye; Al Cleveland; Renaldo Benson)
2. "What's Going On" (Long Version) 6:22   (Marvin Gaye; Al Cleveland; Renaldo Benson)
3. "What's Going On" (Instrumental) 6:25   (Marvin Gaye; Al Cleveland; Renaldo Benson)
4. "One Track Mind"  3:39  (Cyndi Lauper; Jeff Bova; Jimmy Bralower; Lennie Petze)

### Versiones oficiales
1. Album version 4:39
2. Club version 6:30
3. Instrumental 6:25
4. Long version 6:22
5. Special version 3:51